# Saint-Gervais-sur-Roubion
Saint-Gervais-sur-Roubion este o comună în departamentul Drôme din sud-estul Franței. În 2009 avea o populație de 796 de locuitori.

## Evoluția populației
| An        | 1975 | 1982 | 1990 | 1999 | 2006 | 2009 |
| --------- | ---- | ---- | ---- | ---- | ---- | ---- |
| Populație | 552  | 594  | 646  | 717  | 764  | 796  |